# Marco Sempronio Tuditano (console 240 a.C.)
Marco Sempronio Tuditano (latino: Marcus Sempronius Tuditanus) (fl. III secolo a.C.) è stato un politico della Repubblica romano.

## Biografia
Fu eletto console nel 240 a.C. con Gaio Claudio Centone. Successivamente fu censore nel 230 a.C. con Quinto Fabio Massimo .